# Prabhūtaratna

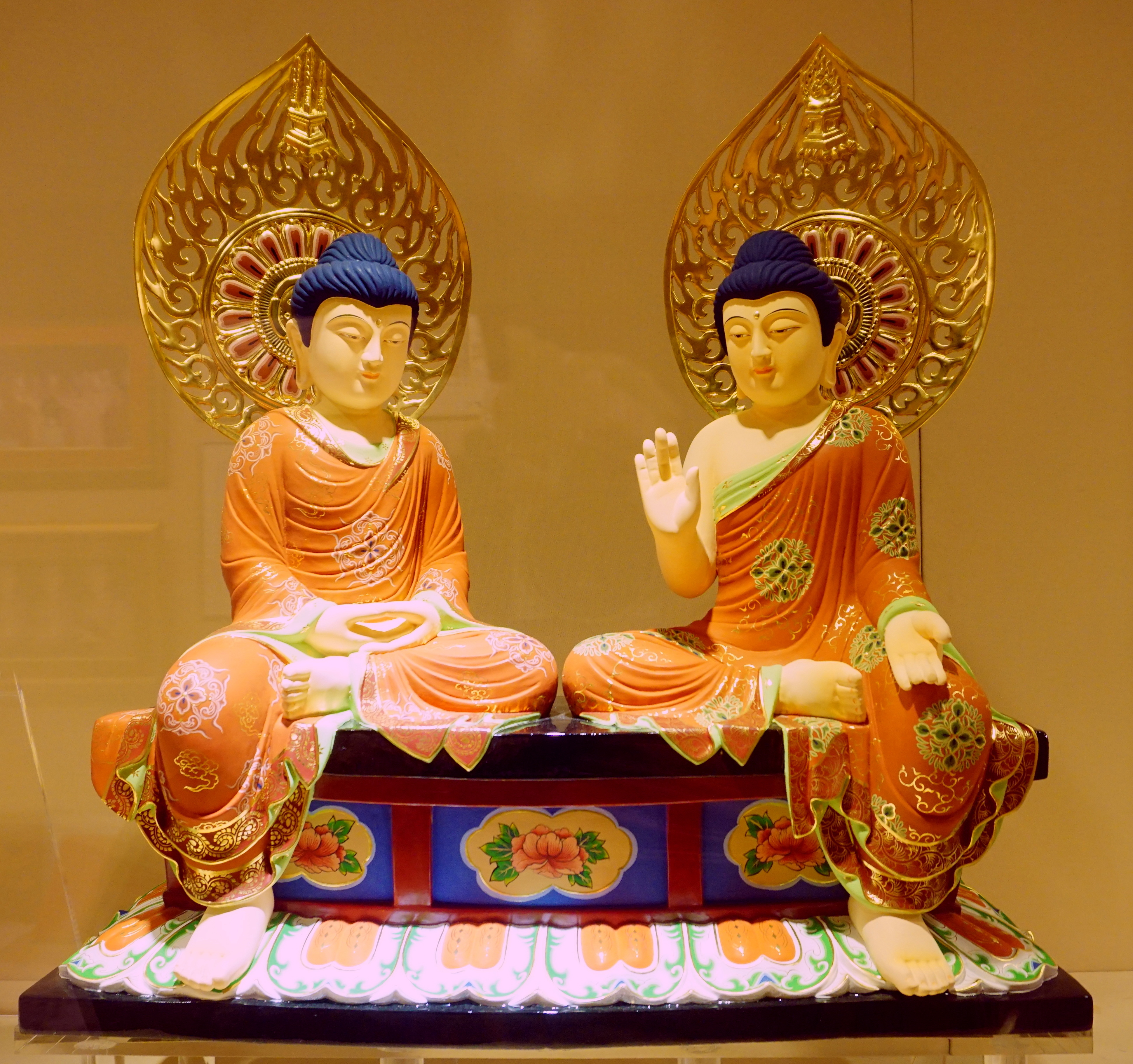

Con il nome sanscrito Prabhūtaratna (devanāgarī: प्रभूतरत्न, lett. "Molti gioielli", "Ricco di gioielli"; cinese: 多寶如來  Duōbǎo Rúlái; giapponese: Tahō Nyorai; coreano: 다보여래, Dabo yŏrae; vietnamita: Đa Bảo Phật;  tibetano: Mthu ldan rin chen) si indica quel buddha che appare nell'XI capitolo del Sutra del Loto. 
In questo capitolo del Sutra del Loto, durante l'assemblea del Dharma sul Gṛdhrakūṭaparvata (Picco dell'avvoltoio) emerge dalla terra uno stūpa che si solleva nell'aria. Da questo monumento una voce attesta che il Buddha Śākyamuni sta predicando la Verità ultima. 
Di fronte all'assemblea, lo Śākyamuni spiega che lo stūpa contiene il corpo di un buddha di nome Prabhūtaratna (Molti Gioielli) che era vissuto molto tempo prima in un mondo molto lontano di nome Ratnaviśuddhā (Gioiello Puro). Questo buddha, sostiene lo Śākyamuni, prima di estinguersi fece il voto di far comparire il suo stūpa contenente il suo corpo nel mondo in cui veniva predicato il Sutra del Loto allo scopo di lodare questo sūtra e di rendere testimonianza della sua veridicità e della sua superiorità.
Alla richiesta del bodhisattva Mahāpratibhāna di poter vedere il corpo di Prabhūtaratna lo Śākyamuni risponde che solo se avesse richiamato le sue emanazioni disposte lungo le dieci direzioni a predicare nei rispettivi mondi, Prabhūtaratna sarebbe apparso.
Così lo Śākyamuni emette dal bianco ciuffo di peli luminoso posto tra le sopracciglia (ūrṇā-keśa) un raggio di luce che illumina tutti i mondi disposti lungo le dieci direzioni dove innumerevoli buddha predicano il Dharma. Tutti questi buddha  si rivolgono quindi ai loro bodhisattva annunciando che si sarebbero recati nel mondo di sahā, il mondo dove predica il Buddha Śākyamuni, per compiere le offerte allo stūpa del Buddha Prabhūtaratna.
Per questa ragione il mondo di sahā (il nostro mondo) viene purificato e convenientemente adornato per tale visita. Tutti questi buddha, accompagnati dai rispettivi bodhisattva, si pongono davanti allo Śākyamuni. Ma poiché non c'erano abbastanza posti nel mondo sahā, anche solo per i buddha e i bodhisattva di una sola delle dieci direzioni, Śākyamuni purifica miliardi e miliardi di mondi nelle otto direzioni prossime al mondo di  sahā, riunendoli momentaneamente in un singolo mondo del Buddha.
Compiuto ciò Śākyamuni lievita sopra lo stūpa, aprendone la porta e mostrando all'assemblea il Buddha Prabhūtaratna seduto perfettamente immobile sul suo seggio di leone. Prabhūtaratna chiede quindi a Śākyamuni di predicare il Sutra del Loto, e l'assemblea approva tale richiesta diffondendo migliaia di fiori davanti ai due buddha.
Śākyamuni si siede a fianco di Prabhūtaratna nel seggio dello stūpa per avviare la predicazione del Sutra del Loto, ma, sollevato in aria, gli altri partecipanti all'assemblea non possono vederlo bene e quindi chiedono di essere elevati anche loro. Soddisfacendo questa richiesta il Buddha Śākyamuni esprime il desiderio che i presenti all'assemblea promettano solennemente di proteggere e insegnare il Sutra del Loto dopo il suo parinirvāṇa, anche se predicare, scrivere, leggere e ascoltare tale sūtra dovesse risultare molto difficile, più difficile, per esempio, "del 'camminare con l'intero cielo in una mano o portare la terra fino al paradiso di Brahmā su un'unghia del piede!".
Gene Reeves evidenzia come:
La lode al Sutra del Loto è inoltre, per Gene Revees, esplicita nel capitolo e implicita nella storia. In fondo, sia Buddha Prabhūtaratna che i buddha delle dieci direzioni vengono nel mondo sahā per ascoltare il Sutra del Loto.
Buddha Śākyamuni è infatti pregato di insegnare il Sutra del Loto non soltanto da tutti gi esseri senzienti di questo mondo e dagli dèi dei paradisi, ma anche dai buddha di tutti gli altri innumerevoli mondi in tutte le direzioni, i quali si pongono in subordine. E definendo i buddha delle dieci direzioni come suoi duplicati o rappresentanti, viene data a Śākyamuni un'importanza centrale nell'intero cosmo.
In un certo senso, poiché è in esso che l'importanza cosmica di Śākyamuniè rivelata, l'elogio del Sutra è anche l'elogio di Buddha Śākyamuni. Allo stesso tempo, poiché questo è il suo mondo, la lode di Śākyamuni è sempre anche la lode del suo mondo.
E Gene Reeves evidenzia anche un ulteriore elemento: